# Tukadaya
Tukadaya is een bestuurslaag in het regentschap Jembrana van de provincie Bali, Indonesië. Tukadaya telt 5962 inwoners (volkstelling 2010).